# Antoni Calvó Armengol
Antoni Calvó Armengol (1970 - 3 de noviembre de 2007) era un economista andorrano. 
Nacido en Las Escaldas-Engordany (Andorra), terminó sus estudios de Ingeniería superior en Canales, Puertos y Caminos en la Universidad Politécnica de Madrid en 1992, obteniendo el doctorado en economía por la Universidad Pompeu Fabra de Barcelona en el 2000. Desde el año 2005 era profesor de economía en la Universidad Autónoma de Barcelona.
Antoni Calvó centraba sus trabajos en el ámbito de las redes sociales, donde estudiaba los efectos que éstas producen en el mercado de trabajo. Además, también estudiaba los efectos de las redes sociales sobre la criminalidad.
En 1999 recibió el premio al mejor economista joven que otorga la European Economic Association (Young Economist Award).
Murió repentinamente el 3 de noviembre de 2007.